# Фрідріх Август Вольф
Фрідріх Август Вольф (нім. Friedrich August Wolf; 15 лютого 1759 — 8 серпня 1824) — німецький філолог-класик, дослідник античності, професор в Галле, автор книги «Пролегомени до Гомера» («Prolegomena ad Homerum», 1795), яка поставила перед вченими актуальне протягом двох наступних століть так зване гомерівське питання.
Його основна думка: поеми Гомера «Іліада» та «Одіссея» твори не одного автора, а безлічі рапсодів. До цього висновку Ф. А. Вольф прийшов як шляхом аналізу внутрішньої структури поем, так і вивчаючи незадовго перед тим видані схолії до «Іліади». Вчений доводив, що, судячи зі схолії, у філологів елліністичного часу не було надійного тексту Гомера. Крім того, на думку Вольфа, ряд античних джерел свідчить про те, що перший запис розрізнених гомерівських поем стався в Афінах в VI столітті.

## Вибрані праці
- Antiquitäten von Griechenland. Hammerde, Halle 1787.
- Prolegomena ad Homerum. Halle 1795.
  - Prolegomena zu Homer. 1795. Reclam, Leipzig [1908] (dt.).
  - Prolegomena to Homer. 1795. Princeton Univ. Press, Princeton, N.J. 1985. (englisch) ISBN 0-691-10247-3.
- Darstellung der Alterthums-Wissenschaft. Berlin 1807. (Nachdr. Acta Humaniora. Weinheim 1986) ISBN 3-527-17552-0.
- Friedrich August Wolf, Philipp Buttmann: Museum der Alterthumswissenschaften. Realschulbuchhandlung, Berlin 1807, 1. Band.
- Friedrich August Wolf, Philipp Buttmann: Museum der Alterthumswissenschaften. Realschulbuchhandlung, Berlin 1810, 2. Band.
- (Hrsg.): Literarische Analekten vorzüglich für alle Literatur und Kunst, deren Geschichte und Methodik. 4 Teile, G.C. Nauck, Berlin (1816 und 1818).
- Encyclopädie der Philologie. Expedition d. Europ. Aufsehers, Leipzig 1831.
- Kleine Schriften in lateinischer und deutscher Sprache. Olms, Hildesheim 2003.
  - Bd. 1. Scripta latina. ISBN 3-487-12033-X.
  - Bd. 2. Deutsche Aufsätze. ISBN 3-487-12034-8.